# Pseudorhinogobius aporus
Pseudorhinogobius aporus är en fiskart som beskrevs av Zhong och Wu, 1998. Pseudorhinogobius aporus ingår i släktet Pseudorhinogobius och familjen smörbultsfiskar. Inga underarter finns listade i Catalogue of Life.